# Riu Acaray
L' Acaray (del guaraní; Akaray), és un riu de l'est de Paraguai, que neix en la serralada de Caaguazú i rep al seu torn les aigües del Itakyry i Yguazú. Discorre pels departaments de Caaguazú i Alt Paraná, fins a la seva desembocadura en el riu Paraná entre les ciutats de Hernandarias i Ciudad del Este. El lloc de la seva desembocadura ha estat alterat per permetre l'aprofitament hidroelèctric de la represa d'Acaray. El seu principal afluent és el riu Yguazú on es troba una altra de les represes més importants que té Paraguai: la represa del Yguazú.